# Smilax malipoensis
Smilax malipoensis är en enhjärtbladig växtart som beskrevs av Sing Chi Chen. Smilax malipoensis ingår i släktet Smilax och familjen Smilacaceae. Inga underarter finns listade.